# Alberov
Alberov (německy Albernhof) je zcela zaniklá vesnice, součást obce Královské Poříčí v okrese Sokolov. Nacházel se v nadmořské výšce 440 m v mělkém údolí Pstružného potoka asi 3 km severně od Královské Poříčí. Není zde evidována žádná adresa, v roce 1980 zde již nikdo nežil.

## Název
Na původu jména se shodují čeští i němečtí badatelé. Původní se jednalo o dvůr jakéhosi Albera, možná Alberta. V roce 1923 dostala vesnice české jméno Alberov, který se souběžně používal s německým jménem Albernhof až do roku 1938, znova po konci druhé světové války.

## Historie
První písemná zmínka o vesnici pochází z roku z roku 1251, kdy Oldřich, řečený Sturo, předal klášteru Valdsassy Albertův dvůr a okolní usedlosti, založené neznámým Albertem. Osada byla založena německými kolonisty jako léno loketského hradu. Později získal vesnici waldsassenský klášter. Klášter však většinu majetků v Čechách ztratil do poloviny 14. století. V průběhu 16. století byl poddanský majetek roztříštěný. Část vlastnilo loketské měšťanstvo. Poddaní spadali do farního obvodu kostela svaté Kunhuty v Královském Poříčí. V berní rule z roku 1654 je Alberov vykazován jako součást lipnického panství Johanna Hartwiga Nostice. Nosticové vlastnili Alberov do roku 1719, kdy jej koupilo město Loket. Roku 1850 se stal Alberov samostatnou obcí na území soudního okresu Loket, politického okresu Karlovy Vary. Od roku 1868, kdy soudní okres Loket připadl k politickému okresu Sokolov, spadal Alberov pod okres Sokolov.
Po obou březích Pstružného potoka se rozkládaly skupiny selských usedlostí a hospodářství, ukázky zdejší lidové architektury s typickým stavebním materiálem dřevem. V 19. století silně ovlivňovala území obce těžba a zpracování hnědého uhlí. Ačkoliv se uhlí nacházelo rovněž v Alberově, nevznikl zde žádný dolový závod, ovšem zasahovaly sem sousední doly v Lipnici, např. důl Kateřina, který vzniknul v roce 1890 a jehož 3 km dlouhá visutá lanová dráha dopravující uhlí na nádraží v Novém Sedle přeťala území Alberova. Z dolů na území Nového Sedla do území vesnice zasahoval důl Union II, vybudovaný v roce 1890. Obcí procházela silnice z Jehličné do Vintířova, vybudovaná v letech 1904–1906.
V prosince 1913 se okres Loket osamostatnil i ve smyslu politické správy a město Loket se stalo sídlem institucí soudní i politické okresní správy, v letech 1921–1930 byl Alberov obcí okresu Loket.
Po druhé světové válce došlo k odsunu německého obyvatelstva. Zůstat mohli pouze odborníci, nepostradatelní pro chod dolů. V prosinci 1945 měl Alberov 225 obyvatel, v důsledku odsunu klesl jejich počet k 22.5.1947 na 149. Po vysídlení německých obyvatel došlo k částečnému dosídlení obyvateli převážně z Horního Slezska.
1. ledna 1953 se stal Alberov osadou obce Královské Poříčí. V 70. letech 20. století musel spolu s nedalekou Jehličnou ustoupit uhelnému lomu Jiří a zcela zaniknul, oficiálně k 1. dubnu 1976.

## Obyvatelstvo
Až do počátku těžby uhlí v okolí vesnice pracovali obyvatelé Alberova v zemědělství. Od roku 1870 je v obci doložena cihlářská výroba. Ke konci 19. století již pracovala většina obyvatel v okolních uhelných dolech. Děti z Alberova navštěvovaly nižší stupeň školy v Jehličné, vyšší školní stupeň v Novém Sedle.
| Rok            | 1869 | 1880 | 1890 | 1900 | 1910 | 1921 | 1930 | 1950 | 1961 | 1970 | 1980 |
| -------------- | ---- | ---- | ---- | ---- | ---- | ---- | ---- | ---- | ---- | ---- | ---- |
| Počet obyvatel | 131  | 118  | 135  | 195  | 197  | 219  | 230  | 159  | 135  | 45   | 0    |